# Äta sova dö
Äta sova dö è un film del 2012 diretto da Gabriela Pichler.

## Riconoscimenti
Guldbagge - 2012
Miglior film
Miglior attrice a Nermina Lukac
Migliore sceneggiatura a Gabriela Pichler